# 小行星3076
小行星3076（3076 Garber）是一颗绕太阳运转的小行星，为主小行星带小行星。该小行星于1982年9月13日发现。
該小行星以美國歷史學家保羅·E·賈博命名。

## 轨道参数
小行星3076的轨道半长轴为2.2377119 UA，离心率为0.189。